# Майк, и Ник, и Ник, и Элис
«Майк, и Ник, и Ник, и Элис» (англ. Mike & Nick & Nick & Alice) — будущий американский комедийный боевик режиссёра Бендэвида Грабински. Главные роли в фильме исполнили Винс Вон, Джеймс Марсден, Эйса Гонсалес, Джимми Татро, Кит Дэвид и Эмили Хэмпшир. Премьера запланирована на 2026 год.

## Сюжет
Подробности сюжета держится в тайне, но известно, что в фильме пойдёт речь о четырёх старых друзьях, попавших в криминальную историю.

## В ролях
- Винс Вон
- Джеймс Марсден
- Эйза Гонсалес
- Джимми Татро
- Кит Дэвид
- Эмили Хэмпшир

## Производство
В апреле 2023 года киностудия 20th Century Studios приобрела сценарий, первоначально названный Mike & Nick & Nick & Alice, Бендэвид Грабински стал сценаристом и режиссером фильма, Эндрю Лазар - продюсер; сценарий описывался как приятельская экшн-комедия, действие которой происходит в криминальном подполье. 17 мая 2024 года было объявлено, что Винс Вон ведёт переговоры о роли в фильме. В июне 2024 года к фильму присоединился Джеймс Марсден, а Вон был официально утверждён на главную роль. В июле 2024 года переговоры о присоединении велись с Эйсой Гонсалес. В том же месяце фильм был переименован в It Takes Two. 19 августа к фильму присоединился Джимми Татро, а Гонсалес была утверждена на роль. На следующий день присоединился Кит Дэвид. 10 сентября к актёрам присоединилась Эмили Хэмпшир.
Основные съёмки должны были начаться 3 сентября 2024 года в Виннипеге, но начались двумя днями позже, оператором стал Ларри Фонг.